# Władysław Lewandowicz
Władysław Lewandowicz MIC (ur. 25 marca 1894 w Łodzi, zm. 20 października 1949) – polski publicysta i działacz społeczny, ksiądz katolicki.

## Życiorys
Urodził się 25 marca 1894 w Łodzi, w rodzinie Adama i Stanisławy z Weberów. W 1913 ukończył gimnazjum w Łodzi i rozpoczął studia filozoficzne na Uniwersytecie Jagiellońskim, skąd po pierwszym semestrze przeniósł się do Fryburga.
Po wybuchu I wojny światowej powrócił do kraju i w 1917 założył w Sokołowie Podlaskim szkołę. Po roku podjął pracę nauczyciela języka polskiego w Gimnazjum Towarzystwa im. Jana Zamoyskiego w Warszawie. W tym okresie pełnił obowiązki sekretarza Towarzystwa Przyjaciół Młodzieży i współtworzył Stowarzyszenie Przyjaciół Młodzieży Akademickiej „Odrodzenie”, którego był pierwszym prezesem.
W latach 1920–1925 był redaktorem naczelnym reaktywowanego przez siebie miesięcznika „Prąd”. W 1920 roku wstąpił do Zgromadzenia Księży Marianów i rozpoczął przygotowanie do posługi kapłańskiej. Studia w Rzymie na Papieskim Uniwersytecie Świętego Tomasza z Akwinu (1925–1929) godził od 1927 roku z powierzonym przez kard. Aleksandra Krakowskiego kierowaniem Akcji Katolickiej w archidiecezji warszawskiej (w tym też roku przyjął święcenia kapłańskie).
Rozpoczął budowę domu katolickiego „Roma”, był od 1933 członkiem prymasowskiej Rady Społecznej, pełnił obowiązki przełożonego domu zakonnego w Warszawie (1933–1936), a także od 1937 do 1939 był dyrektorem powołanego z jego inicjatywy Instytutu Wyższej Kultury Religijnej. Kontynuował działalność dydaktyczną wykładając nauki społeczne w warszawskim seminarium duchownym (1933–1940).
5 września 1939 został powołany na wicedyrektora Stołecznego Komitetu Samopomocy Społecznej instytucji, która odegrała dużą rolę w biologicznym przetrwaniu ludności Warszawy.
W czasie okupacji niemieckiej był wiceprezesem Stołecznego Komitetu Pomocy Społecznej i prowadził w ramach kierowanego przez siebie warszawskiego oddziału Caritas pomoc dla mieszkańców okupowanej Warszawy. Kilkukrotnie aresztowany i więziony na Pawiaku ukrywał się pod pseudonimem „Marian”.

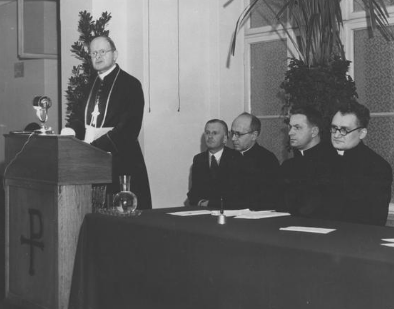
Inauguracja działalności Instytutu Wyższej Kultury Religijnej w Warszawie. Przemawia bp Antoni Szlagowski (pierwszy z prawej ks. Władysław Lewandowicz)

Po II wojnie światowej był rektorem i wykładowcą w Instytucie Teologiczno-Filozoficznym księży marianów, był też zastępcą przełożonego polskiej prowincji marianów.

## Znaczenie
Uważany jest za jednego z najwybitniejszych działaczy społecznych okresu poprzedzającego wybuch II wojny światowej. W okresie PRL represje wobec Kościoła katolickiego stanęły na przeszkodzie w prowadzeniu przez Władysława Lewandowicza dalszej działalności społecznej.

## Ordery i odznaczenia
- Złoty Krzyż Zasługi (dwukrotnie: 11 listopada 1936[5], 28 marca 1939[6])